# José Cienfuegos
José Cienfuegos Jovellanos (* 1. Februar 1763 in Oviedo, Spanien (nach anderen Quellen: 1768 in Gijón, Spanien); † 29. April 1825 in Madrid, Spanien) war ein spanischer Offizier, der als Gouverneur von Kuba amtierte und für wenige Wochen 1821 spanischer Kriegsminister war.

## Leben
José Cienfuegos kam als zweiter Sohn einer wohlhabenden Adelsfamilie aus Asturien zur Welt. Er hatte fünf Brüder.
Sein Vater war Baltasar González de Cienfuegos, Graf von Marcel de Penalba; seine Mutter Benita de Jovellanos y Ramírez, deren Familie die Markgrafen von San Esteban stellte. Ihr Bruder, Josés Onkel mütterlicherseits also, war der Dichter und Staatsmann Gaspar Melchor de Jovellanos.
José Cienfuegos trat mit 14 Jahren als Artilleriekadett in das Militärkolleg von Segovia ein. 1780 wurde er zum Unterleutnant ernannt. Im Juli 1781 kam er bei der Wiedereroberung Menorcas von den Briten zum Einsatz, die den Spaniern im April 1782 gelang.
Anschließend wurde er versetzt, um bei der (vergeblichen) Belagerung von Gibraltar (1779–1783) mitzukämpfen. 1783 beförderte man ihn zum Leutnant.
Im Ersten Koalitionskrieg gegen das revolutionäre Frankreich nahm er 1793 an den Feldzügen im Roussillon teil und wurde zum Hauptmann befördert. 1795 folgte die Ernennung zum Oberstleutnant.
Die folgenden Jahre brachten Versetzungen in verschiedene Regionen Spaniens und die Beförderung zum Oberst.
Als 1808 die Franzosen unter Napoleon Bonaparte Spanien besetzten, trat er in Oviedo die Reihen des Widerstandes. Die asturische Junta übergab ihm den Befehl über die Kämpfer der Provinz, ernannte ihn zum Generalleutnant des asturischen Heeres und übertrug ihm im Mai 1810 den Vorsitz der Kriegsjunta. 1811 – immer noch im Befreiungskrieg gegen die Bonapartisten – wurde Cienfuegos zum Befehlshaber der galicischen Artillerie ernannt und 1812 zum Artilleriechef der 5. Armee. In gleicher Funktion wechselte er 1813 zur 3. Armee. Nach dem Sieg über die Franzosen erhielt er einen Platz im Kriegsrat.
1816 ernannte man ihn zum Generalkapitän und Gouverneur von Kuba, um Juan Ruiz de Apodaca zu ersetzen, der Vizekönig von Neuspanien geworden war. Er erneuerte das Verteidigungssystem der Insel und sorgte dafür, dass die spanischen Truppen in Florida ausreichend Unterstützung erhielten, da sie sich immer wieder Angriffen durch Kräfte aus den Vereinigten Staaten ausgesetzt sahen.
Gemeinsam mit dem Intendente Alejandro Ramírez setzte er einige Reformen um. Auf eigenen Wunsch wurde er im August 1819 abgelöst und durch Juan María Echeverri ersetzt.
Er reiste zurück nach Spanien und fand das Land im Aufruhr, weil sich liberale Kräfte gegen die absolutistische Herrschaft von König Ferdinand VII. erhoben hatten. Trotz seiner schwachen Gesundheit ernannte die liberale Regierung Cienfuegos 1822 für einige Wochen zum Kriegsminister.
Als der König im Herbst 1823 mit Hilfe der Heiligen Allianz und französischer Truppen zum Absolutismus zurückkehrte, fiel Cienfuegos für seine Regierungsbeteiligung nicht in Ungnade, sondern kehrte in den Kriegsrat zurück und wurde sogar zum Oberbefehlshaber der Artillerie ernannt.
Er starb 1825 in Madrid.

## Ehrungen
Die Stadt Cienfuegos an der Südküste Kubas wurde 1829 ihm zu Ehren benannt.